# Fuente del Niño (Soria)
La Fuente del Niño, conocida anteriormente como Fuente del Niño del Cisne, es una fuente ornamental que se encuentra en la ciudad española de Soria, en la Alameda de Cervantes. 

## Historia
La fuente fue realizada después de la Guerra Civil en los años 40 con la remodelación de los jardines y paseos del entorno. Forma parte del eje que parte de la puerta sur de la entrada principal y que finaliza en la Fuente de los Tres Caños. La fuente original era denominada Fuente del Niño del Cisne debido al anterior surtidor formado por un niño abrazado a un cisne colocado sobre el estanque, sin peana.
Posteriormente se sustituyó por el actual grupo escultórico de hormigón prefabricado. En el año 2011 se reemplazó la peana debido al deterioro al que se veía sometida y las roturas efectuadas por el hielo. En otras ocasiones ha tenido que cambiarse el niño, víctima de actos vandálicos, por lo que existen varias figuras del niño en el almacén municipal para cambiarlo.

## Descripción
La Fuente del Niño está realizada en hormigón prefabricado y consta de dos cuerpos, que se disponen verticalmente, en forma de frutero. El inferior, sobre un estanque de perfil mixtilíneo, con un grupo escultórico de tres niños en torno a la peana que sostiene la taza, donde se sitúa la escultura de un niño con una bandeja con frutos de la que brota un surtidor rematando el conjunto.